# Frances Rivett-Carnac
Frances Rivett-Carnac (nacida Frances Clytie Greenstock; 16 de mayo de 1874-1 de enero de 1935) fue una deportista británica que compitió en vela en la clase 7 Metre. Participó en los Juegos Olímpicos de Londres 1908, obteniendo una medalla de oro en la clase 7 Metre.

## Palmarés internacional
| Juegos Olímpicos | Juegos Olímpicos      | Juegos Olímpicos | Juegos Olímpicos |
| Año              | Lugar                 | Medalla          | Clase            |
| ---------------- | --------------------- | ---------------- | ---------------- |
| 1908             | Londres (Reino Unido) | Medalla de oro   | 7 Metre          |